# Baron St. Amand
Baron Saint Amand war ein erblicher britischer Adelstitel, der zweimal in der Peerage of England verliehen wurde.

## Verleihungen
Der Titel wurde erstmals am 29. Dezember 1299 für Almaric (de) St Amand geschaffen, indem dieser von König Eduard I. per Writ of Summons ins Parlament berufen wurde. Der Titel erlosch bei dessen kinderlosem Tod am 29. Juli 1310.
Seine Ländereien erbte sein Bruder, John St Amand, dem der Titel am 22. März 1313 durch Writ of Summons von König Eduard II. neu verliehen wurde. In der Literatur wird er gelegentlich als faktischer Nachfolger des Barons erster Verleihung auch als 2. Baron St Amand gezählt, die Ordnungszahl seiner Nachfolger verschiebt sich dann entsprechend. Beim Tod von Johns Enkel, dem 3. Baron, am 13. Juni 1402 fiel der Titel in Abeyance zwischen seiner jüngeren Tochter Ida und Gerard Braybrooke, dem Sohn seiner verstorbenen älteren Tochter Alianore. Bei Idas kinderlosem Tod am 15. Dezember 1416 erlangte Gerard als Alleinerbe den Anspruch auf den Titel, er starb am 15. April 1422 ohne dass ihm der Titel wirksam erteilt wurde und der Titelanspruch fiel in Abeyance zwischen dessen Töchtern. Seine älteste Tochter Elizabeth Braybrooke erlangte 1428 als Alleinerbin den Anspruch auf den Titel, der mit Writ of Summons vom 2. Januar 1449 für deren Ehegatten William Beauchamp of Powyk de iure uxoris wiederhergestellt. Der Titel fiel schließlich beim Tod von dessen Sohn, Richard Beauchamp, im Juli 1508 wieder in Abeyance zwischen den Nachfahren der Schwester des 2. Barons, Isabella.

## Liste der Barone St. Amand

### Barone St. Amand, erste Verleihung (1299)
- Almaric St Amand, 1. Baron St Amand (1269–1310)

### Barone St. Amand, zweite Verleihung (1313)
- John St Amand, 1. Baron St Amand († 1330)
- Almaric St Amand, 2. Baron St Amand (um 1314–1381)
- Almaric St Amand, 3. Baron St Amand (um 1341–1402) (Titel abeyant 1402)
- Elizabeth Braybrooke, 4. Baroness St Amand († 1491) ⚭ William Beauchamp, de iure uxoris 4. Baron St Amand († 1457) (Abeyance beendet 1449)
- Richard Beauchamp, 5. Baron St Amand († 1508) (Titel abeyant 1508)